# Plaça d'Europa (l'Hospitalet de Llobregat)
|  | No s'ha de confondre amb Plaça d'Europa (Barcelona). |

La Plaça d'Europa, situada al barri de Santa Eulàlia de la ciutat de l'Hospitalet de Llobregat, és el centre orgànic de la renovació urbana del sud de la Granvia. Aquesta millora ha comportat el soterrament de les vies de comunicació d’automòbils i ferrocarrils són soterrades fent que la plaça sigui un espai estrictament urbà. Té una superfície de 33 ha i és un dels punts d'arribada al recinte de la Fira de Barcelona, conegut popularment com a Monjuïc-2, amb la proximitat de centres comercials, edificis d'oficines, edificis residencials i hotels.
La Granvia de l'Hospitalet és la continuació de la Gran Via de les Corts Catalanes de Barcelona, i comunica aquestes dues ciutats amb Castelldefels, el Vendrell, Tarragona, amb l'aeroport de Barcelona Josep Tarradellas – El Prat i el port de Barcelona. La plaça és a l'encreuament de la Gran Via (Granvia, segons el Nomenclàtor d'aquesta ciutat) amb l'avinguda d'Amadeu Torner.

L’any 2001, l’Ajuntament de l’Hospitalet, el Departament de Política Territorial de la Generalitat de Catalunya i l'INCASOL van signar un conveni que va significar el tret de sortida de la radical transformació de la Granvia.

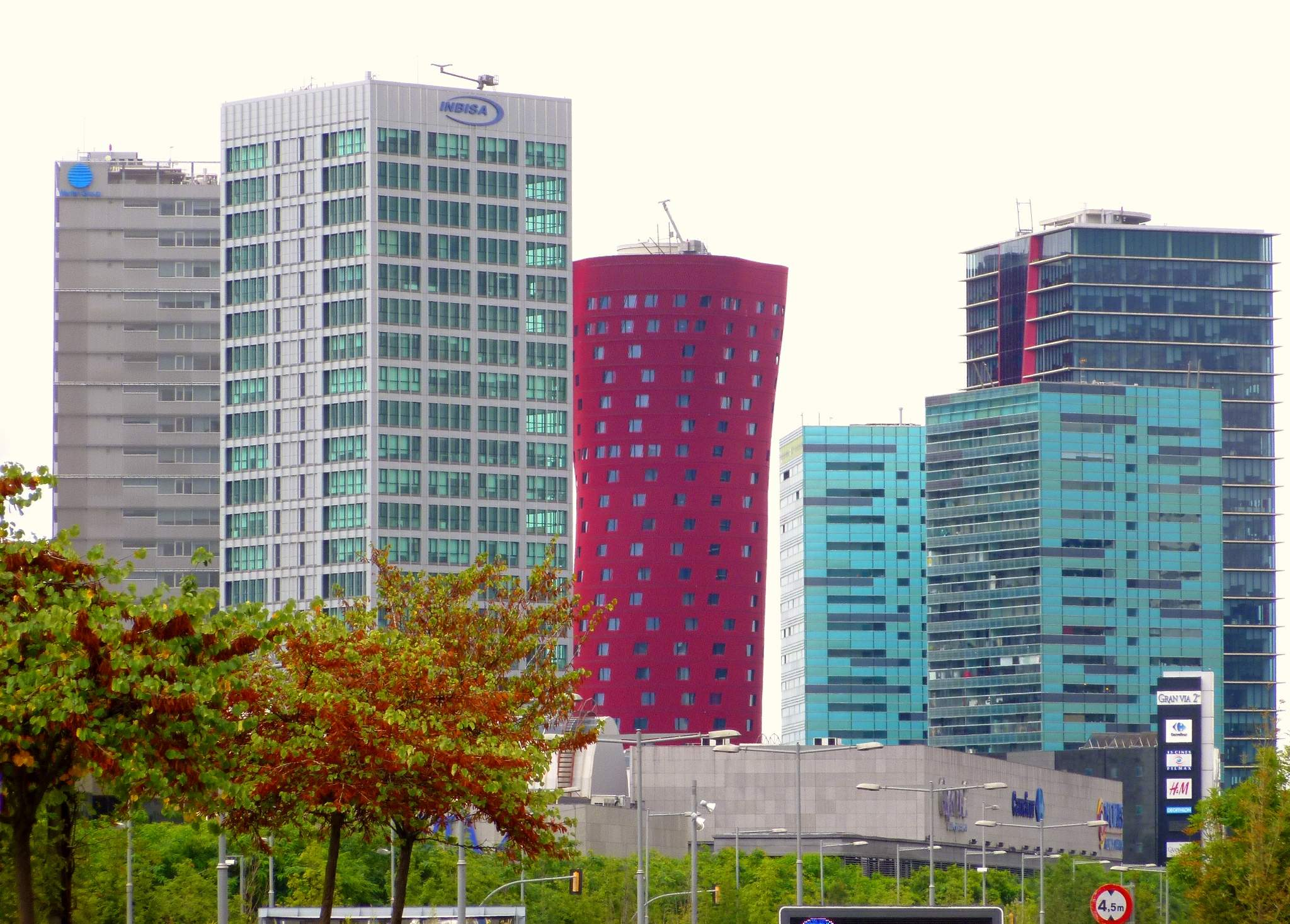
Fotografia amb alguns dels gratacels de la plaça.

## Historial i plans metropolitans
L’any 1953 el govern de l'Estat va publicar una llei d'ordenament de l'àrea de Barcelona i rodalia amb un pla i unes normes publicades en un document de l'any 1954 signat pel cap d’estat Francisco Franco.

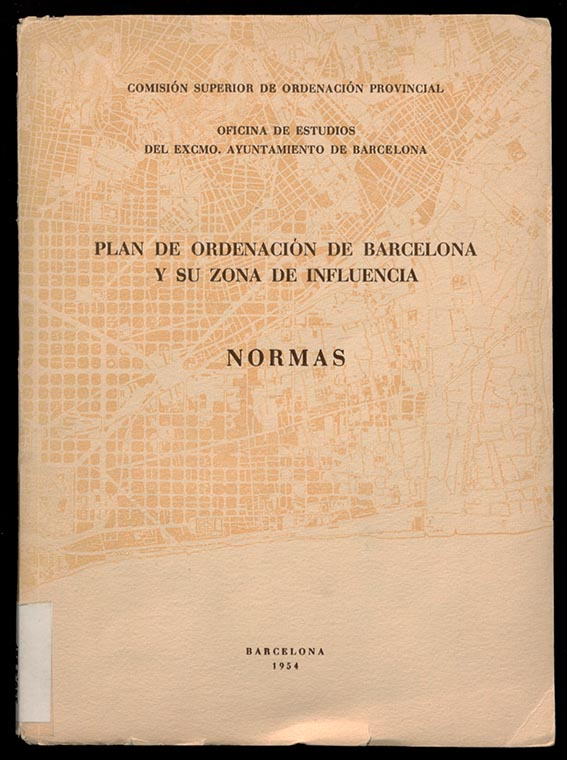
Plan de ordenacióm de Barcelona y su zona de influencia. Normas

La llei inclosa en aquest pla va crear la Comissió d'Urbanisme de Barcelona, subvencionada durant vint anys pels pressupostos de l’Estat. El president de la comissió executiva era l'alcalde de Barcelona. A més de Barcelona, aquesta normativa afectava vint-i-set municipis, la majoria dels quals eren del Baix Llobregat incloent-hi l'Hospitalet. Des de l'inici de l'any 1954, els plans metropolitans prioritzaven la solució de les necessitats de la ciutat de Barcelona.
Aquest pla va progressar amb modificacions i plans parcials l’any 1958, entre els quals hi havia el Pla parcial Gran Via Sud 1973.
L'any 1974 es va constituir l'Entitat Metropolitana de Barcelona i es va publicar el nou pla comarcal anomenat Pla general d’ordenació urbana i territorial de la comarca de Barcelona, que, tanmateix, no fou aprovat fins al 1976. Aquest pla valorava els interessos privats en la propietat del sòl per requalificar-lo d'agrari a urbà.
El següent pla, de 1976, va limitar molt la intervenció municipal i donà molta importància a les comunicacions viàries supramunicipals. Com a conseqüència, la Granvia, que era un carrer, es convertiria primerament en una carretera i després en una autovia que dividia la ciutat en dues zones.
Com diu Jorge Perea:
| « | El PGM de 1976 entenia la Gran Via com un sistema viari ràpid (el de més volum circulatori de Barcelona), diferenciat, amb passos a nivell i interseccions ràpides. Un sistema delimitat pel rigor funcional i els cabals de trànsit, que travessava amb indiferència la ciutat de l’Hospitalet, convertint-la en ciutat dividida i segregada pel seu traçat. | » |

Es va fixar el règim jurídic del sòl urbanitzable i les normes d'edificació. Fins a l’any 1976 hi havia assentaments de població en termes de barraquisme en aquesta zona on actualment trobem la Fira, centres comercials i altres equipaments. El barri de barraques de la Bomba va desaparèixer coincidint amb la creació del barri del Gornal. També varen desaparèixer altres barris de barraques enclavats a la mateixa zona: Can Pi, la Cadena, la Sangonera. Aquest pla va propiciar infraestructures per la celebració dels Jocs Olímpics de 1992.
L'any 1976, sota el mandat de Jordi Pujol, president de la Generalitat, es publica la Llei 7/1987, de 4 d’abril, en què s'elimina l’Entitat Municipal Metropolitana de Barcelona, molt enfocada a cobrir les necessitats de la ciutat de Barcelona. Els nous organismes, l'Entitat Municipal del Transport i Entitat Municipal de Serveis Hidràulics i Tractament de Residus regulen actuacions públiques especials en la conurbació de Barcelona. Cada una de les dues entitats s'adreça a uns determinats municipis.
La proposta d'aquest Pla principalment dirigit al sistema viari confina la resta d'elements urbans als afores dels nuclis i barris ja existents. La Gran Via de les Corts es presenta com una autovia que forma una barrera amb la resta de la ciutat i dificulta els desplaçaments dels pobladors a banda i banda de la via.
L'any 2011 es crea el Consell Metropolità de l'Àrea Metropolitana de Barcelona.
El Pla general metropolità disposa un 50% del sostre per a ús residencial i un 50% per a hotels i usos comercials, i mantenir com a edifici històric l’antiga fàbrica Godó i Trias, pendent de definir-ne l’ús futur.
El nom actual de la plaça ja constava al Pla general metropolità, modificat l’any 2003. Des de l'any 2013, la plaça d’Europa és part del barri de Santa Eulàlia.
Entitats participants o afectades en els Convenis de col·laboració per l'ampliació de la Fira de Barcelona i el necessari finançament de les obres:
- Generalitat de Catalunya
- Ajuntament de Barcelona
- Ajuntament de l'Hospitalet
- Diputació de Barcelona
- Cambra Oficial de Comerç, Indústria i Navegació de Barcelona
- Mancomunitat de Municipis de l'Àrea Metropolitana de Barcelona
- Entitat Municipal Metropolitana de Barcelona
- Entitat Municipal del Transport
- Entidad Metropolitana de Servicios Hidráulicos y Tratamiento de Residuos

## Urbanització
La reforma de la Granvia implicava un gran canvi urbanístic en aquesta zona que era eminentment industrial (polígon Pedrosa). El barri afectat, Santa Eulàlia, amb gran densitat de població a causa de la immigració rebuda a tota la ciutat durant els anys 1960-1970, es va produir un increment necessari en la construcció d’habitatges a la ciutat. Varen sorgir barris sencers com el Gornal i Bellvitge entre d'altres. L'any 1968, el ministre José Solís Ruiz i l'alcalde de l'Hospitalet, Sr. España Muntadas varen fer l'entrega de 500 habitatges construïts en una zona prèviament d'ús agrícola i requalificada com a zona urbana.
L’administració central donà suport parcial a aquest pla a títol d’esquema director. España Muntadas, adscrit a la Falange, amb el títol de marquès de Mosarra, va intervenir en l’especulació immobiliària resultant de les assignacions dels habitatges construïts.
L’any 1920, el terme municipal de Barcelona, amb una llei de data 11 de maig va obtenir la part de costa, incloent-hi el cap del riu Llobregat i el far, que des d’aquella data pertanyen al Port de Barcelona, actualment port autònom.

#### Vies de comunicació
El soterrament de la C31 també va resoldre l'encreuament de la línia 9 del metro que queda en el nivell inferior (cota -12 m) dels quatre on també hi ha un dipòsit de retenció d’aigües de superfície. En el nivell immediatament superior hi ha la C31 i el ferrocarril de la Generalitat L8 i també els canals de desguàs que surten de sota l’avinguda Amadeu Torner i el barri del Gornal. Al tercer nivell hi ha l’intercanviador entre la línia 9 del metro i els FGC, com es veu als cartells indicadors que hi ha a l’estació. El nivell 4 correspon a la superfície.

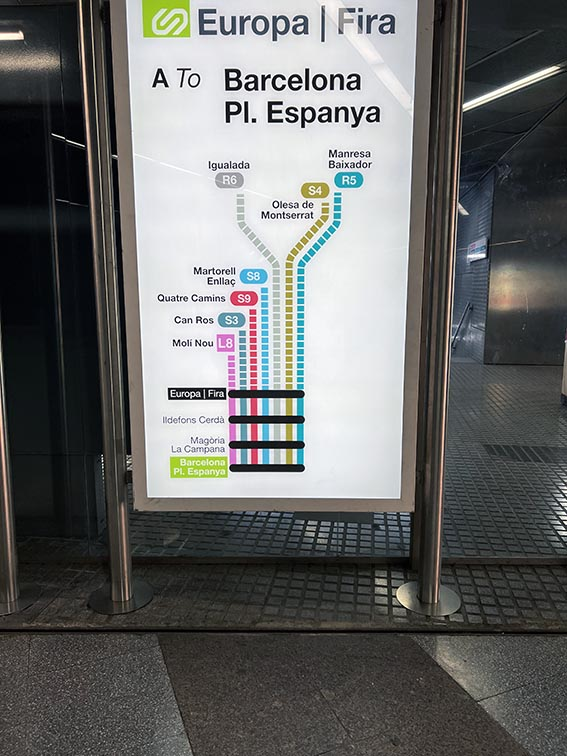
Estació d'intercanvi a Plaça d'Europa de l'Hospitalet

Es va construir el desguàs d'aigües de superfície per evitar inundacions i també pel periòdic desbordament del riu que interfereix les vies de comunicació. A cota -3 m hi ha un dipòsit de retenció de l’aigua de pluja provinent de la C31, amb 5.000 m3 de capacitat.
Els col·lectors de sanejament dels residus, que desguassen a les dàrsenes del port, tenen un pendent inferior a l’1%.
La construcció de la línia ferroviària d'alta velocitat AVE va propiciar el soterrament de les vies de rodalia en direcció a Vilanova (R2) i Vilafranca (R4) des de la Granvia fins al barri de la Torrassa. El soterrament de la Gran Via (C31) que ocupa el següent nivell, va resoldre l'encreuament de la línia 9 del metro que queda en el nivell inferior dels quatre nivells existents. En aquest nivell també hi ha un dipòsit d’aigües de superfície, de sanejament i plans de contingència en emergències.
Urbanitzar el terreny que anteriorment ocupava la C31, actualment soterrada, i els seus vorals i distribuir les noves estructures dels carrers ja existents va requerir un treball jurídic considerable.
Es va resoldre l’ampliació de disponibilitat d'energia elèctrica per abastir la Fira, els hotels, les oficines, els centres comercials, l’enllumenat i els llocs de recàrrega de vehicles elèctrics.
El primer edifici que es construí va ser la torre COPISA, inaugurada el 2007, de l’arquitecte Óscar Tusquets. És de planta quadrada, la planta més alta és la més gran i la superfície de les plantes va disminuint fins a la planta baixa. Forma un zigurat cap per avall.
Altres edificacions són les dues Torres Fira, inaugurades el 2010, del despatx de l’arquitecte japonès Toyo Ito i Fermín Vázquez Huarte-Mendioca, premi al millor gratacels del món de l’any 2010. En aquestes dues torres hi trobem l’Hotel Porta Fira, amb superfície d’alumini vermell i estructura que el connecta amb l’altre edifici-torre, que és dedicat a oficines. L’any 2012 s’inaugurà l’Hotel Catalònia Fira dels arquitectes Jean Nouvel, Ribas González i Ribas Folguera. Aquest hotel el formen dues torres de 110 m unides per galeries, amb 26 pisos d’alçada, on hi ha plantades palmeres naturals i també palmeres pintades als murs.

## Economia
La situació geogràfica de la plaça presenta els avantatges de la proximitat amb l'aeroport i amb Barcelona i el port, amb impacte local i metropolità. Aquesta zona és una via de comunicació vers el sud per la costa on hi ha centres de producció agrícola i també industrial com, entre d'altres, el Prat de Llobregat, Viladecans, Gavà, Sant Boi, Sant Feliu. Per gestionar l'operació económica i les obres que el canvi en l'urbanisme al barri es va crear el Consorci per a la Gestió de la Reforma de la Granvia a l'Hospitalet sota la direcció, fins a l'any 2015, de l'arquitecte i urbanista Ramon Roger i Casamada. L’estudi sobre l’impacte econòmic que havia de tenir el projecte va ser dut a terme per AQR i la Universitat de Barcelona i va ser dirigit pels professors Artés i Surinyac. La operació es va autofinançar mitjançant la gestió pública amb el resultat del domini i profit de la ciutadania.
L’estimació en increment de llocs de treball en oficines i hotels/restauració era d’aproximadament de vuit mil llocs amb un nivell de qualificació professional majoritàriament superior.
Segons declaracions de l'alcalde de l’Hospitalet (any 2008) al diari La Vanguardia, la principal aportació va ser la del Ministeri de Foment amb 300 milions d'euros.
En els primers anys d'actuació es va comptabilitzar una despesa de 282.893.562 €. Aquesta despesa comprèn principalment obtenir el terreny necessari (compra i indemnitzacions) i obres (construcció i urbanització).
Els costos en la zona de la plaça d'Europa varen ser majoritàriament en construcció d’habitatges (161.000 m²), seguit en construcció d'oficines (114.189 m²) i finalment en construcció d'hotels (39.540 m²) i altres despeses complementàries.
Segons les previsions de Roger Casamada sobre la rendibilitat de la inversió els 4.561 residents previstos farien una despesa per consum anual de 42.780.465 €.
L’aleshores alcalde de l’Hospitalet, Celestino Corbacho, va inaugurar la plaça d'Europa el 22 d'abril de l'any 2007. Suposava 33 ha amb la construcció d'hotels, edificis d'oficines i d’habitatges i el manteniment de terrenys agrícoles i algunes masies, l'ampliació de zones verdes i plantar 4.000 arbres. A la inauguració hi eren presents diverses autoritats i el president de la Generalitat, José Montilla.
A conseqüència de la urbanització de la plaça d’Europa i els seus voltants, el carrer d'Amadeu Torner va obtenir la qualificació d'avinguda l'any 2018. En aquesta zona hi ha un dipòsit de retenció de 5.000 m3 amb un sistema de bombament cap al col·lector d’aigües pluvials d’Amadeu Torner.

## Granvia Sud 2008
Al canvi que s’ha fet amb la creació d’aquesta plaça a la zona de Granvia Sud s’hi afegeix la proximitat de la nova estació de FGC de la Ciutat de la Justícia. Els intercanviadors existents han millorat i facilitat el transport públic i la nova urbanització afavoreix els desplaçaments a peu dels vianants.

## Edificis
| Edifici                          | Altura (m.) | Nombre de pisos | Any d'inauguració | Ús          | Imatge |
| -------------------------------- | ----------- | --------------- | ----------------- | ----------- | ------ |
| Hotel Porta Fira                 | 113         | 26              | 2010              | Hotel       |        |
| Torre Realia BCN                 | 112         | 24              | 2009              | Oficines    |        |
| Torre Puig                       | 109         | 22              | 2014              | Oficines    |        |
| Hotel Renaissance Barcelona Fira | 105         | 26              | 2012              | Hotel       |        |
| Torre Werfen                     | 104         | 25              | 2009              | Oficines    |        |
| Torre Inbisa                     | 104         | 25              | 2008              | Oficines    |        |
| Torre Europa 3 i 4               | 74          | 19              | 2009              | Residencial |        |
| Torre Europa 5                   | 74          | 19              | 2009              | Residencial |        |
| L&C Torre Europa                 | 67          | 20              | 2010              | Residencial |        |
| Plaça d'Europa 8                 | 66          | 19              | ?                 | Residencial |        |
| Plaça d'Europa 18                | 72          | 18              | 2019              | Residencial |        |
| Edifici COPISA                   |             |                 | 2017              | Oficines    |        |
| Antiga fàbrica Godó i Trias      |             |                 |                   | Fàbrica     |        |